# Spencer (Band)
Spencer sind eine Schweizer Indie-Rock-Band mit Anleihen an Shoegaze, Britpop, Dream Pop und New Wave.

## Geschichte
Mitte der 1980er Jahre lernten sich Schlagzeuger JP Free und Gitarrist Leo Niessner in einer Dixieland-Combo kennen. Beide waren von Psychobilly- und Garagepunk-Bands wie The Cramps, The Meteors oder Demented Are Go! als dem aus ihrer Sicht braven Dixieland-Sound fasziniert. Kurz darauf gründeten sie zusammen die Psychobilly-Band Blown Mad. Neben The Monsters, The Peacocks und den Hillbilly Headhunters gehörten Blown Mad in den 1990er Jahren zu den bekanntesten Schweizer Vertretern des Genres. Zahlreiche Besetzungswechsel setzten der Band zu.
Im Jahr 2002 gründeten JP Free und Leo Niessner die Indie-Band Spencer. Vier Jahre später erschien das Debütalbum This World. Mit dem Zweitling Timewarp im Jahr 2009, das von Adrian Stern produziert wurde, gelang es Spencer zum ersten Mal, ein größeres Schweizer Publikum zu erreichen. Die beiden Singleauskopplungen Timewarp und Don't Wanna Spend schafften es unter anderem in die Rotationen von Radio Argovia und SRF3.
Im Jahr 2011 stieß der Ex-Redeem-Bassist Pashi zu Spencer, was eine musikalische Neuausrichtung zur Folge hatte. Zu den bewährten New-Wave-Klängen kamen nun vermehrt Einflüsse aus dem Shoegaze und Dream Pop hinzu.
Am 23. August 2013 erschien das dritte Spencer-Album Echoes of Loneliness über das bandeigene Label Ambulance Recordings.

## Stil
Der Stil von Spencer erinnert an Bands wie Editors, Arctic Monkeys, Foo Fighters und Oasis.

## Live
Spencer gelten als leidenschaftliche Live-Band. Vor allem Sänger Leo Niessner sucht immer wieder den Kontakt mit dem Publikum. So spielt er beispielsweise seine Gitarrensoli häufig inmitten der Zuschauer.

## Diskografie

### Alben
| Jahr | Titel                                          | Höchstplatzierung, Gesamtwochen, AuszeichnungChartsChartplatzierungen (Jahr, Titel, Platzierungen, Wochen, Auszeichnungen, Anmerkungen) | Anmerkungen                        |
| Jahr | Titel                                          | CH | Anmerkungen                        |
| ---- | ---------------------------------------------- | --- | ---------------------------------- |
| 2006 | This World                                     | — | Erstveröffentlichung: 2006         |
| 2009 | Timewarp                                       | — | Erstveröffentlichung: 6. März 2009 |
| 2013 | Echose of Loneliness                           | CH70 (1 Wo.)CH | Erstveröffentlichung: 2013         |
| 2016 | We built this Mountain just to see the Sunrise | CH35 (1 Wo.)CH | Erstveröffentlichung: 20. Mai 2016 |

### EPs
- 2013: The Sound of the Ambulance

### Singles
- 2009: Timewarp
- 2009: Don't Wanna Spend
- 2012: Going North
- 2013: S.O.A.
- 2013: Stronger